# Platythyrea exigua
Platythyrea exigua är en myrart som beskrevs av Kempf 1964. Platythyrea exigua ingår i släktet Platythyrea och familjen myror. Inga underarter finns listade i Catalogue of Life.

## Bildgalleri

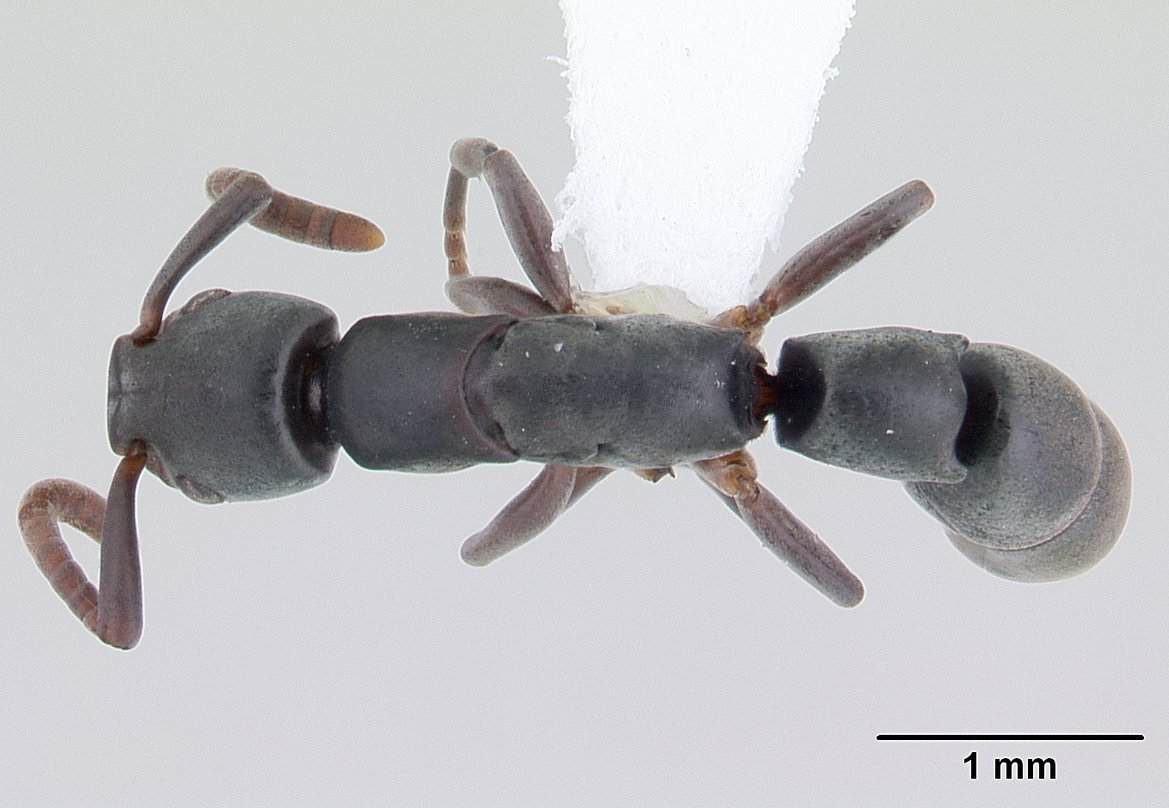
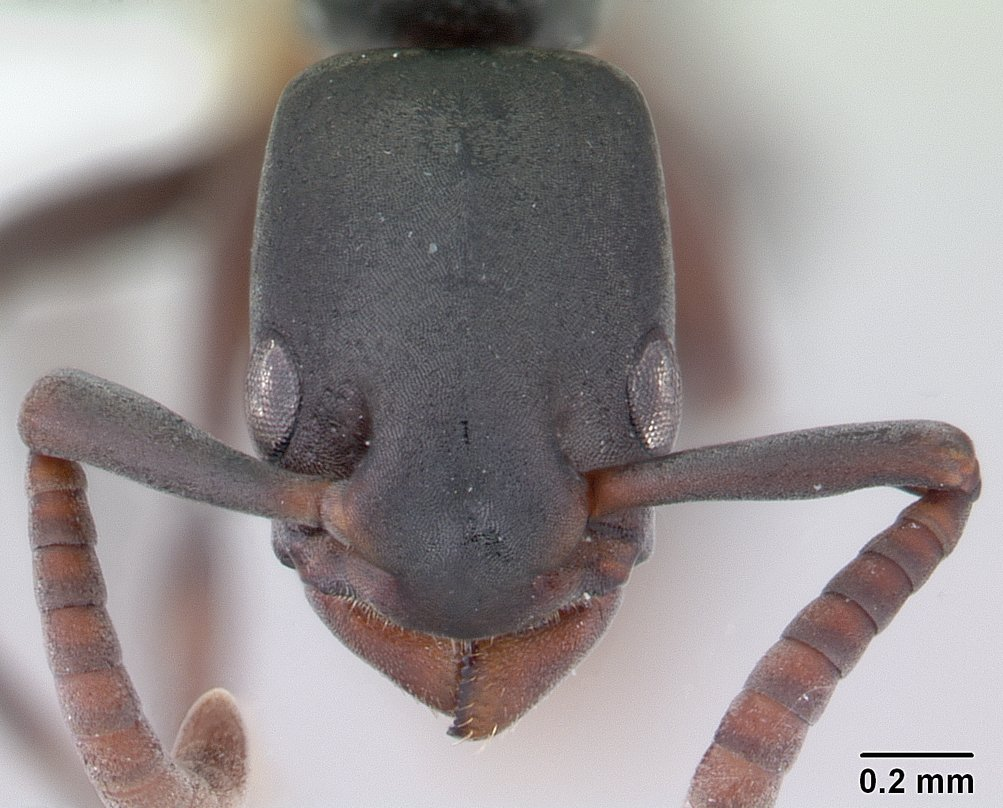
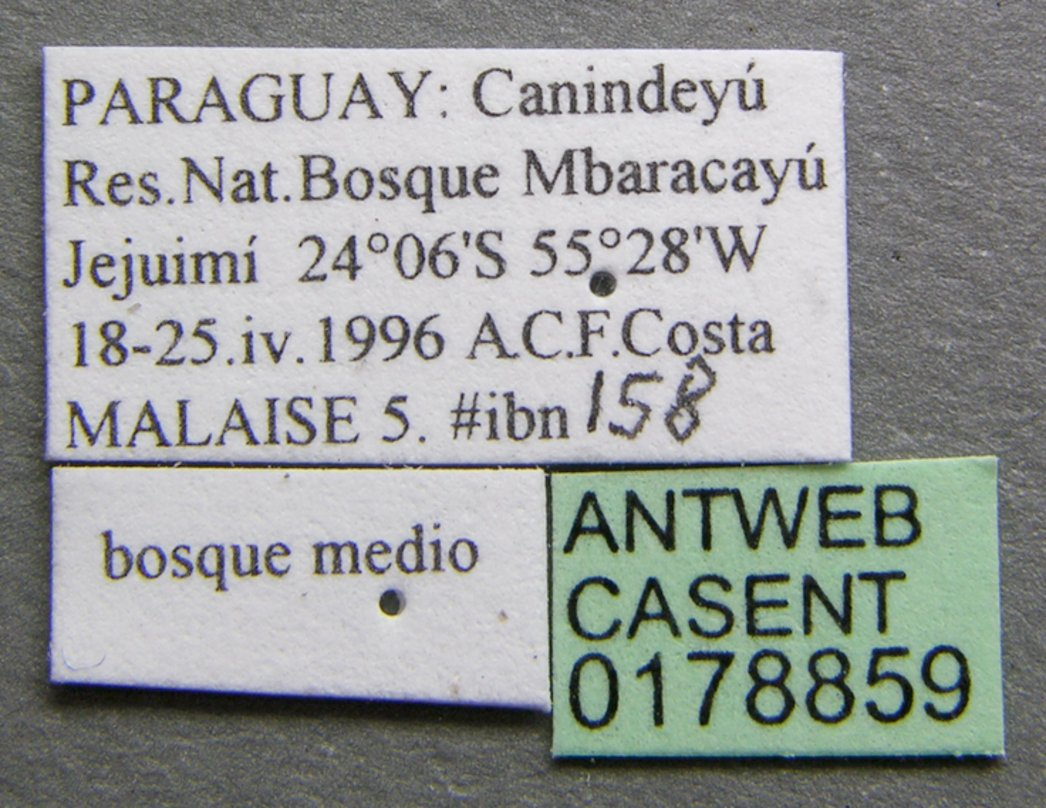
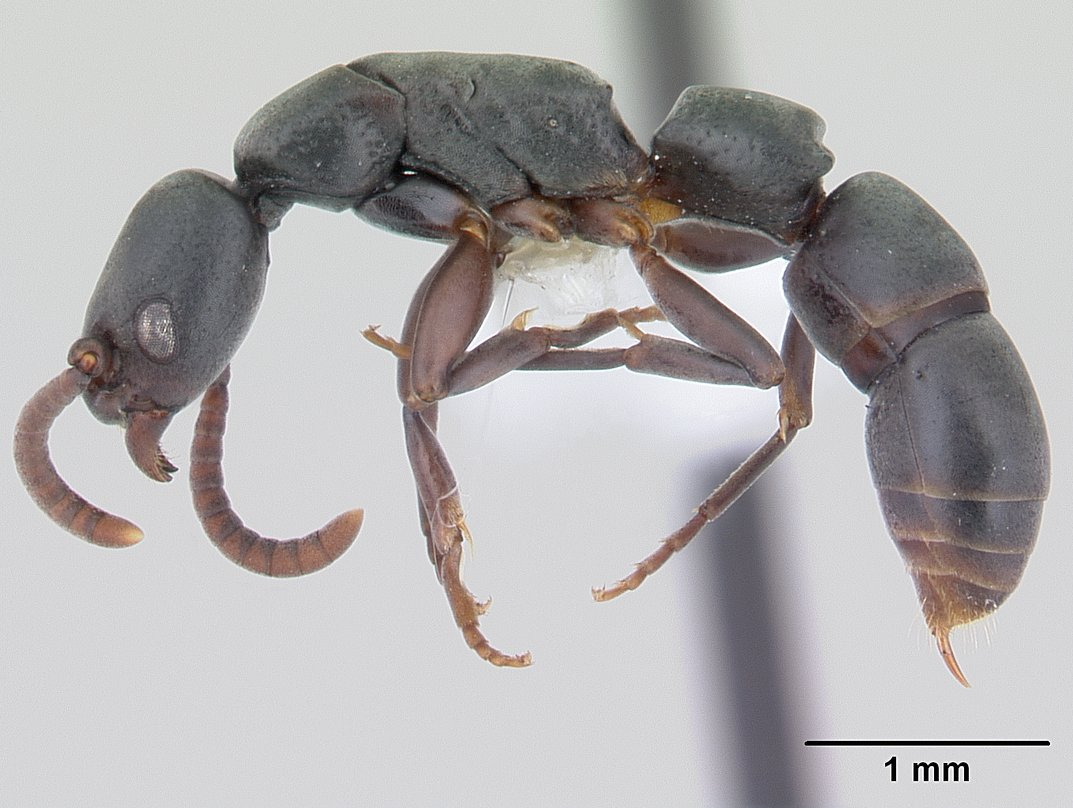